# 사이타마 대학
사이타마 대학(일본어: 埼玉大学 さいたまだいがく, Saitama University)은 일본 사이타마현 사이타마시 사쿠라구(구 우라와 시)에 있는 국립 대학이다.

## 연혁
1949년에 (구제)우라와 고등학교(浦和高等學校), 사이타마 사범 학교(埼玉師範學校), 사이타마 청년 사범 학교(埼玉靑年師範學校)를 포함시켜서 설치되었다 (문리학부, 교육학부).
- 1963년 공학부 설치.
- 1964년-1969년 현 오쿠보(大久保)캠퍼스에 이전.
- 1965년 문리학부와 공학부를 개조: 교양학부, 경제학부, 이공학부.
- 1976년 이공학부를 개조: 이학부, 공학부.

## 조직

### 학부
- 교양학부
- 교육학부
- 경제학부
- 이학부
- 공학부

### 대학원
- 문화과학 연구과
- 교육학 연구과 (석사과정)
- 연합학교 교육학 연구과 (박사과정)
- 참조: 도쿄학예대학
- 경제과학 연구과
- 이공학 연구과

### 부속기관

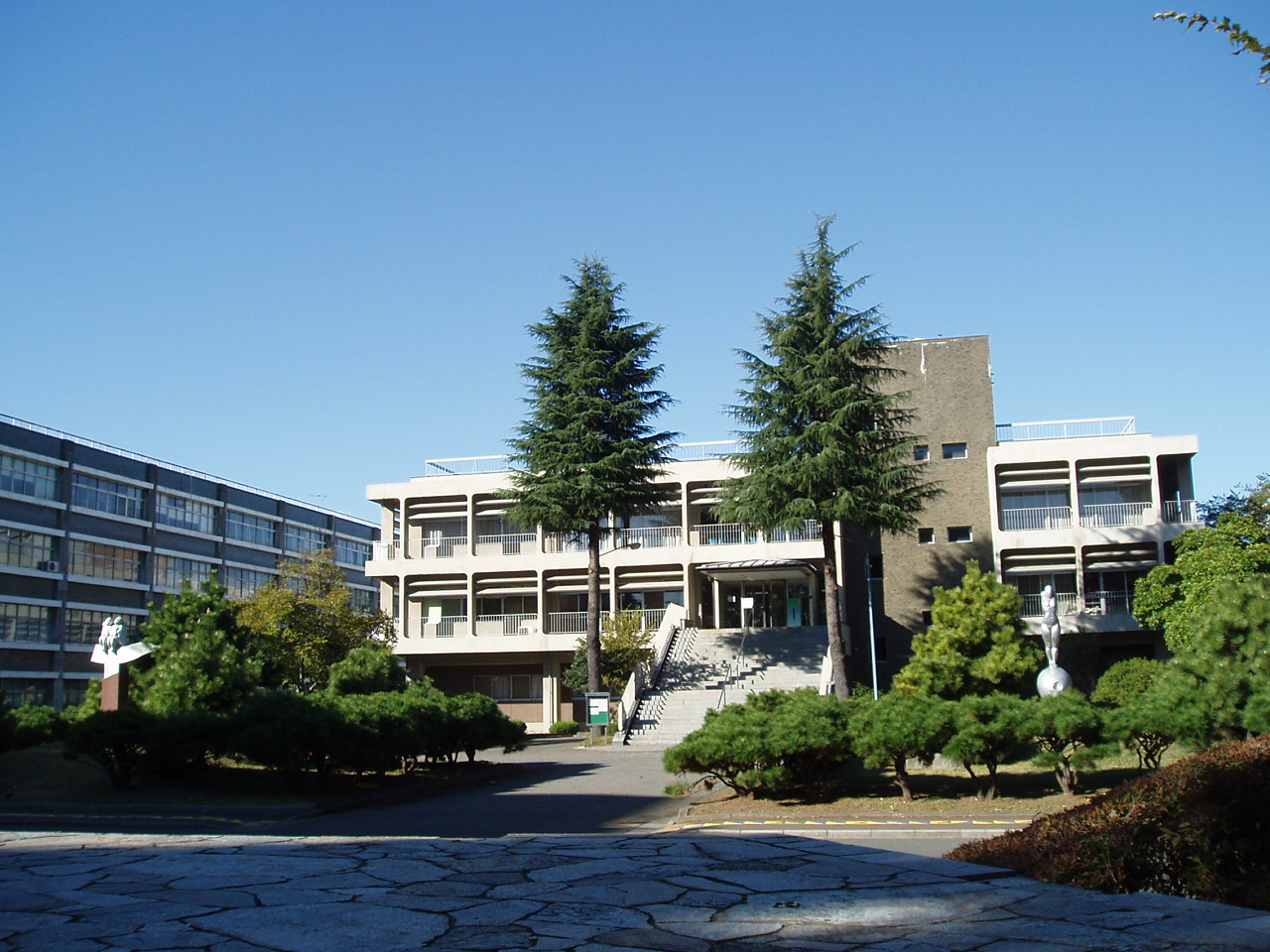
도서관

- 전학(全學)교육/학생지원 기구(機構)
- 종합 연구 기구
- 종합 정보기반 기구
  - 도서관
  - 정보 미디어 기반 센터
- 교육/연구 등 평가 센터
- 국제 교류 센터
- 학내 공동 연구 시설